# Michael Enthoven
Michael Enthoven (Haarlem, 7 mei 1951) heeft rechten gestudeerd aan de Universiteit Leiden en heeft vooral carrière gemaakt in het bankwezen. Na lange tijd internationaal actief te zijn geweest, kwam hij in 2002 terug naar Nederland. Van 2002 tot begin 2008 was hij topman bij NIBC Bank die hij verliet na tegenvallende resultaten en een mislukte overname door een IJslandse bank. In 2009 werd hij door Wouter Bos benoemd tot commissaris bij de genationaliseerde ABN AMRO bank.

## Carrière
Enthoven is in 1976 zijn loopbaan in het bankbedrijf begonnen bij JPMorgan Chase en werkte in kantoren van deze bank in Amsterdam, Londen en New York. In 1992 werd hij Chief Information Officer en Head of Global Technology & Operations en had zo’n 7.000 mensen onder zich. In 2002 verliet hij deze bank als Chief Operating Officer om bij NIBC Bank Chief Executive Officer (CEO) te worden.

### NIBC Bank
Hij volgde bij NIBC Bank Marc Gedopt op. Hij zat al twee jaar in de raad van commissarissen van de bank. Enthoven was van plan van NIBC een kleine merchant bank te maken die bemiddelt tussen grote beleggers en familiebedrijven. Na twee jaar splitste de investeringstak Alpinvest zich af van NIBC, zodat Enthoven zich volledig op het bankieren voor overheden en (middel)grote bedrijven kon richten. Hij introduceerde bij NIBC het zogeheten securitisatie; het van de balans halen van leningen. Deze leningen werden gebundeld en doorverkocht aan beleggers.
NIBC had zich onder de leiding van Enthoven verkeken op beleggingen in riskante hypotheken. ‘NIBC heeft zijn huiswerk niet goed gedaan’, zei Enthoven bij zijn laatste presentatie van de jaarcijfers 2007.
De bank moest in dat jaar € 137 miljoen afschrijven op een portefeuille van laagwaardige Amerikaanse hypotheekleningen. Hij zei zelfs niet te weten wat subprime-leningen waren, de riskante laagwaardige Amerikaanse hypotheken waarin NIBC vol had belegd. Na het herhaaldelijk uitstellen van een beursgang, liet NIBC zich kopen door Kaupthing Bank. In de kredietcrisis werd deze bank uit nood genationaliseerd. Door een aanzienlijke verzwakking van de resultaten van NIBC – door die riskante beleggingen – en het zwakke financiële klimaat ging die overname op het laatste moment, eind januari 2008, niet door. Enthoven, die met de overname € 22 miljoen had kunnen verdienen, trok het zich aan en stapte in januari 2008 op. Hij nam daarmee verantwoordelijkheid voor de problemen bij NIBC. Bij NIBC werd Jeroen Drost, ex-ABN AMRO, zijn opvolger.

### Adviseur ministerie van Financiën
Sinds het najaar 2008 heeft hij als adviseur bij het ministerie van Financiën gewerkt. In oktober 2009 is hij door Wouter Bos als commissaris benoemd bij ABN Amro en als bestuurder bij haar moedermaatschappij RFS Holdings. Zijn salaris is vastgesteld op circa € 90.000 bruto per jaar en hij ziet af van bonussen en commissarisvergoedingen. De aanstelling van Enthoven was een verrassing, gezien de ervaring bij NIBC.
In september 2011 werd hij benoemd tot voorzitter van de Stichting administratiekantoor beheer financiële instellingen ook wel bekend als NL Financial Investments (NLFI). Per eind 2017 is hij niet langer meer bestuursvoorzitter bij NL Financial Investments.
In juni 2018 werd hij opgenomen in de Raad van Commissarissen van Eneco Groep N.V..